# Przeludnienie

Wykres populacji ludzkiej od 10000 r. p.n.e. do 2000 r. n.e. Pokazuje gwałtowny wzrost liczby ludności na świecie, który nastąpił od końca XVII wieku.

Przeludnienie – występowanie nadmiernej liczby ludności, której środowisko naturalne nie jest w stanie utrzymać (pod względem pożywienia, wody pitnej, powietrza do oddychania itp.). W ujęciu bardziej naukowym, mamy do czynienia z przeludnieniem, gdy ślad ekologiczny ludności na danym obszarze geograficznym przekracza pojemność środowiska i szkodzi środowisku szybciej niż natura może je naprawić, co potencjalnie prowadzi do załamania ekologicznego i społecznego. Przeludnienie może dotyczyć ludności danego regionu lub całego świata.
Przeludnienie może wynikać ze wzrostu liczby urodzeń, spadku współczynnika umieralności, wzrostu imigracji  i wyczerpania zasobów. Bardzo słabo zaludnione obszary mogą być przeludnione, jeśli obszar ten ma słabą lub nieistniejącą zdolność do podtrzymania życia, np. pustynia.
Bardziej kontrowersyjną definicją przeludnienia, postulowaną przez Paula Ehrlicha, jest sytuacja, w której ludność pogrążona jest w procesie wyczerpywania nieodnawialnych zasobów. Zgodnie z tą definicją, zmiany w stylu życia mogą spowodować, że przeludniony obszar nie będzie już przeludniony bez zmniejszenia liczby ludności lub na odwrót.
Naukowcy sugerują, że całościowy wpływ człowieka na środowisko, spowodowany przeludnieniem, nadmierną konsumpcją, zanieczyszczeniem i rozprzestrzenianiem się technologii, zapoczątkował nową epokę geologiczną zwaną antropocenem.

## Obecna dynamika populacji

Kraje według gęstości zaludnienia z 2017

Na dzień 16 listopada 2019 r. liczba ludności na świecie szacowana jest na 7,744 mld lub na 7,611 mld według United States Census Bureau i ponad 7 miliardów przez Organizację Narodów Zjednoczonych. Większość współczesnych szacunków dotyczących pojemności środowiska na Ziemi przy obecnych warunkach wynosi od 4 do 16 miliardów. W zależności od zastosowanego szacunku przeludnienie mogło już nastąpić.
Niemniej jednak gwałtowny wzrost liczby ludności w ostatnim czasie wywołał niepokój. Przewiduje się, że liczba ludności będzie wynosić od 8 do 10,5 mld między rokiem 2040 a 2050. W 2017 r. Organizacja Narodów Zjednoczonych podniosła średnią prognozowaną liczbę ludności do 9,8 mld w roku 2050 i 11,2 mld w roku 2100.
Gwałtowny wzrost liczby ludności na świecie w ciągu ostatnich trzech stuleci wzbudził obawy, że planeta może nie być w stanie utrzymać przyszłej, a nawet obecnej liczby jej mieszkańców. W oświadczeniu panelu InterAcademy Panel Statement on Population Growth, około 1994 r., stwierdzono, że wiele problemów środowiskowych, takich jak rosnący poziom dwutlenku węgla w atmosferze, globalne ocieplenie i zanieczyszczenia, są dodatkowo pogłębiane przez ekspansję ludności.

## Historia
Światowa populacja nieustannie wzrastała od końca okresu czarnej śmierci, czyli około 1350 r., aczkolwiek najbardziej znaczący wzrost odnotowuje się od lat 50. ubiegłego wieku, głównie ze względu na postęp w medycynie i wzrost wydajności produkcji rolnej.
Ze względu na swój dramatyczny wpływ na zdolność człowieka do uprawy żywności, metoda Habera posłużyła jako „detonator eksplozji ludności”, umożliwiając wzrost liczby ludności na świecie z 1,6 mld w 1900 r. do 7,7 mld w listopadzie 2018 r.

### Historia obaw o przeludnienie

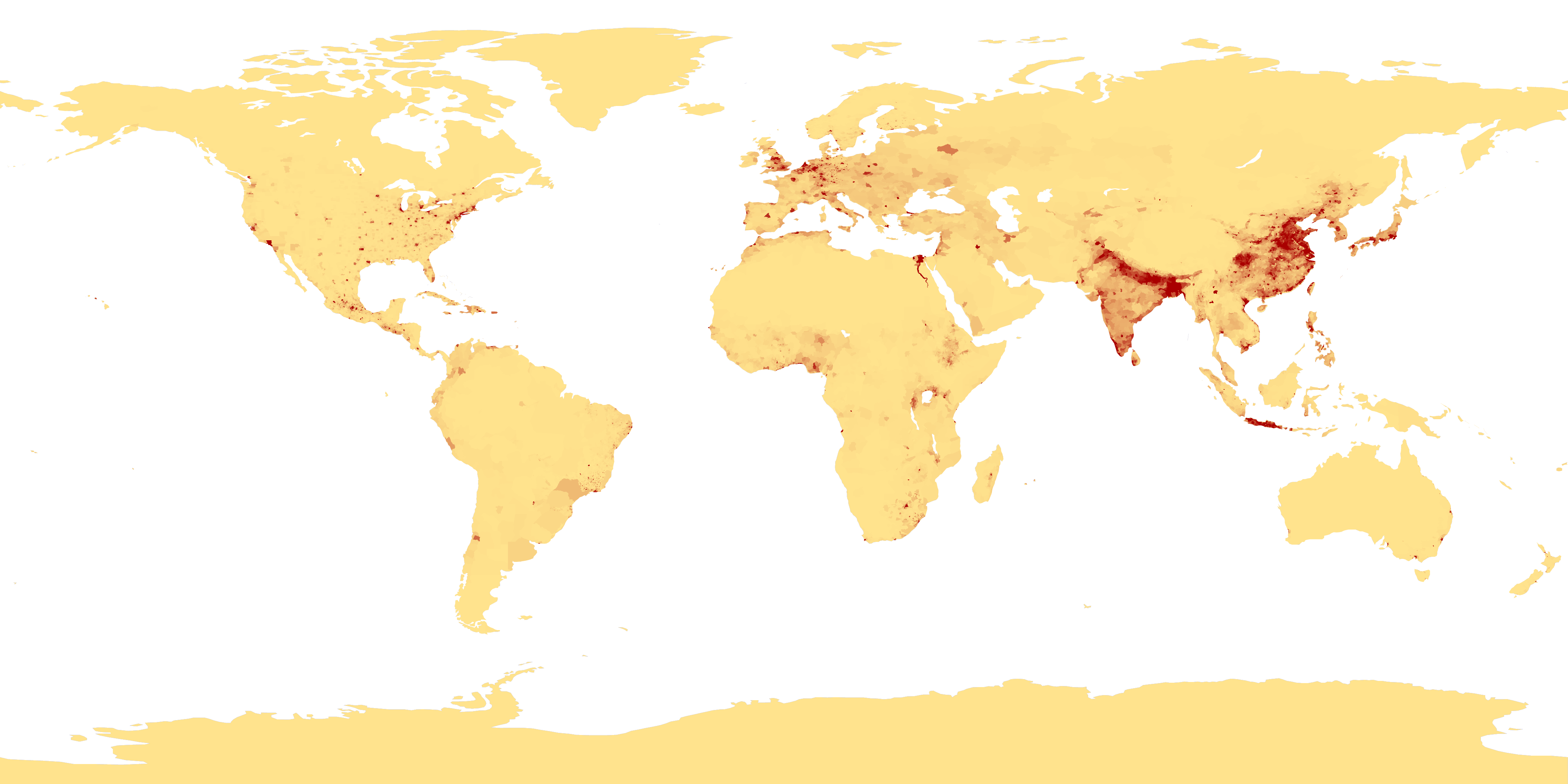
Strefy z wysoką gęstością zaludnienia z 1994

Troska o przeludnienie jest zagadnieniem antycznym. Tertulian był mieszkańcem miasta Kartaginy w II w. p.n.e., kiedy liczba ludności świata wynosiła około 190 milionów (tylko 3-4% tego, czym jest dzisiaj). Podkreślił on w szczególności: "To, co łączy się najczęściej z naszymi przemyśleniami (i skargami), to nasza rozkwitająca populacja. Nasza liczebność jest uciążliwa dla świata, który nie może nas wspierać...... W samym swoim dziele zaraza i głód, wojny i trzęsienia ziemi muszą być traktowane jako remedium dla narodów, jako środek do okrzesywania luksusu rasy ludzkiej". Wcześniej Platon, Arystoteles i inni również poruszyli ten temat.
Na przestrzeni całej odnotowanej historii wzrost populacji był zazwyczaj powolny pomimo wysokiego wskaźnika urodzeń, z powodu wojen, plag i innych chorób oraz wysokiej śmiertelności niemowląt. W ciągu 750 lat poprzedzających rewolucję przemysłową liczba ludności na świecie rosła bardzo powoli, pozostając poniżej 250 milionów.
Na początku XIX wieku liczba ludności na świecie wzrosła do miliarda osób, a intelektualiści tacy jak Thomas Malthus przewidzieli, że ludzkość przewyższy dostępne zasoby, ponieważ skończona ilość terenów nie będzie w stanie utrzymać populacji o nieograniczonym potencjale wzrostu. Merkantyliści utrzymywali, że wielka liczba ludności była formą bogactwa, która umożliwiała tworzenie większych rynków i armii.

## Zagrożenia i skutki

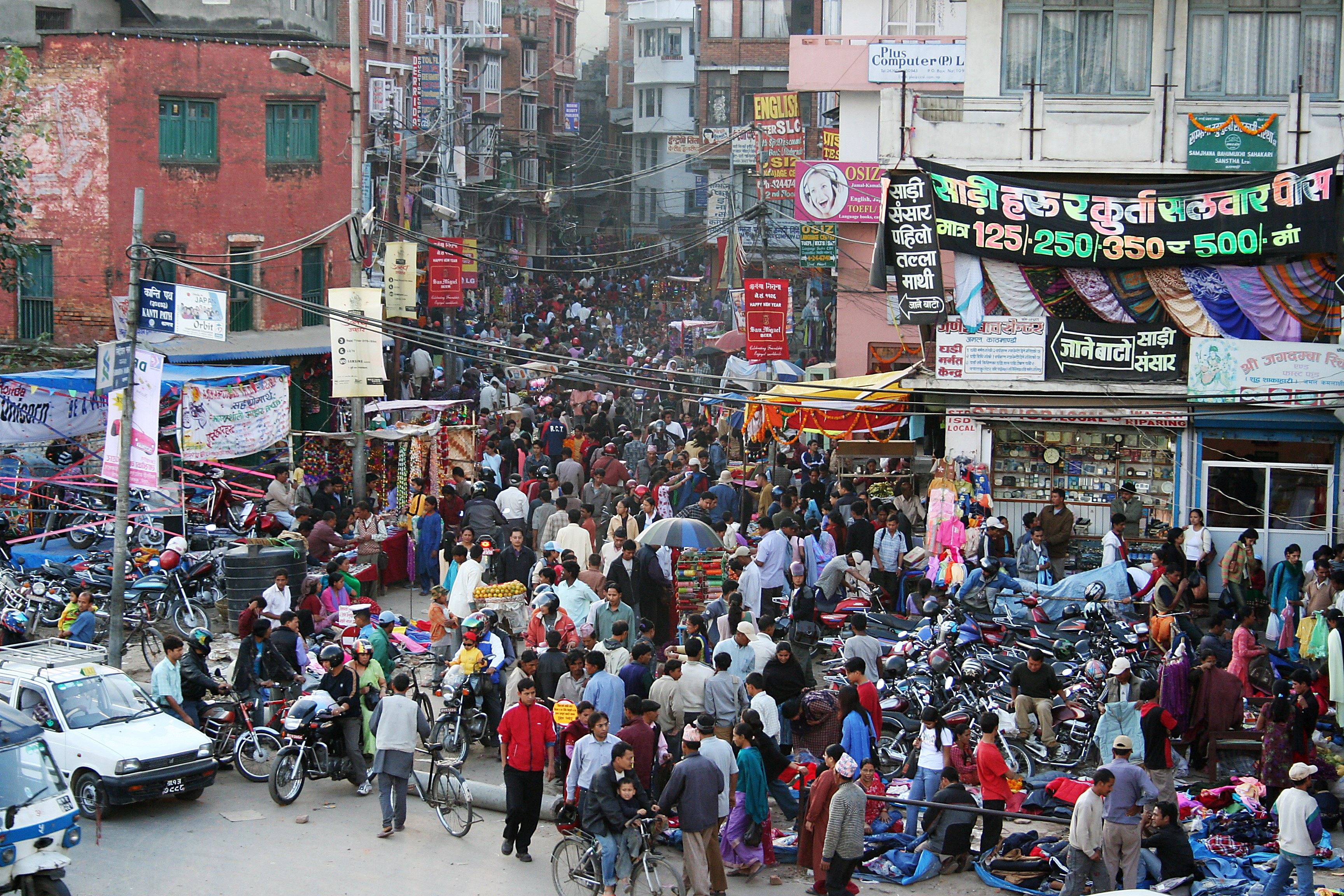
Ulica w Katmandu

Większość biologów i socjologów postrzega przeludnienie jako poważne zagrożenie dla jakości życia ludzkiego. Niektórzy zagorzali ekologowie, tacy jak radykalny myśliciel i polemista Pentti Linkola, postrzegają przeludnienie ludzi jako zagrożenie dla całej biosfery.

### Ubóstwo oraz współczynnik umieralności niemowląt i dzieci
Organizacja Narodów Zjednoczonych wskazuje, że około 850 milionów ludzi jest niedożywionych lub głodujących, a 1,1 miliarda ludzi nie ma dostępu do bezpiecznej wody pitnej. Od 1980 roku światowa gospodarka odnotowała wzrost o 380 procent, ale liczba osób żyjących za mniej niż 5 USD dziennie wzrosła o ponad 1,1 mld.
Raport ONZ o rozwoju społecznym z 1997 r. głosi: "W ciągu ostatnich 15-20 lat ponad 100 krajów rozwijających się i kilka krajów Europy Wschodniej ucierpiało z powodu katastrofalnych niepowodzeń w zakresie wzrostu gospodarczego. Obniżenie poziomu życia było głębsze i trwalsze niż to, co zaobserwowano w krajach uprzemysłowionych podczas kryzysu w latach trzydziestych XX wieku. W rezultacie dochód ponad miliarda ludzi spadł poniżej poziomu sprzed 10, 20 lub 30 lat". Podobnie, chociaż zmniejszył się odsetek "głodujących" ludzi w Afryce Subsaharyjskiej, bezwzględna liczba głodujących ludzi wzrosła z powodu wzrostu liczby ludności. Odsetek ten spadł z 38% w 1970 r. do 33% w 1996 r. i oczekuje się, że do 2010 r. wyniesie 30%.  Jednak liczba ludności tego regionu wzrosła mniej więcej dwukrotnie w latach 1970-1996. Żeby liczba głodujących utrzymała się na stałym poziomie, odsetek ten musiałby spaść o ponad połowę.

### Wpływ na środowisko
Wiesz, kiedy po raz pierwszy powołaliśmy WWF, naszym celem było uratowanie zagrożonych gatunków przed wyginięciem. Ale ponieśliśmy całkowitą porażkę, nie udało nam się uratować ani jednego gatunku. Gdybyśmy tylko włożyli wszystkie te pieniądze w prezerwatywy, moglibyśmy zrobić coś dobrego.

Przeludnienie w znacznym stopniu wpływa negatywnie na środowisko naturalne Ziemi, począwszy co najmniej od XX wieku. Według Global Footprint Network "obecnie ludzkość używa równowartości 1,5 planety, aby zapewnić zasoby, jakich potrzebuje". Degradacja środowiska ma również konsekwencje gospodarcze w postaci zanikania usług ekosystemowych.
Według Worldwatch Institute, gdyby Chiny i Indie zużywały tyle samo zasobów na mieszkańca, co Stany Zjednoczone, w 2030 r. każde z nich wymagałoby całej planety Ziemi, aby zaspokoić swoje potrzeby. W dłuższej perspektywie może to doprowadzić do nasilenia konfliktu o kurczące się zasoby, a w najgorszym przypadku do katastrofy maltuzjańskiej.
Wiele badań łączy wzrost liczby ludności z emisją gazów cieplarnianych i wpływem na zmiany klimatyczne. Przewiduje się, że światowe spożycie mięsa wzrośnie aż o 76% do 2050 r., podczas gdy liczba ludności na świecie wzrośnie do ponad 9 mld, co spowoduje dalszą utratę różnorodności biologicznej i wzrost emisji gazów cieplarnianych.

#### Utrata różnorodności biologicznej i szóste masowe wymieranie
Przeludnienie, utrzymujący się wzrost liczby ludności i nadmierna konsumpcja są głównymi czynnikami powodującymi utratę różnorodności biologicznej oraz szóste (i bieżące) masowe wymieranie gatunków. Obecne tempo wymierania może sięgać nawet 140 000 gatunków utraconych rocznie w wyniku działalności człowieka, w tym poprzez zastosowanie systemu żarowego, który czasami jest praktykowany przez niektórych rolników, zwłaszcza w krajach o szybko rosnącej populacji wiejskiej, co doprowadziło do zmniejszenia liczby siedlisk w lasach tropikalnych.

## Propozycje ograniczenia przeludnienia
Zaproponowano kilka strategii mających na celu ograniczenie przeludnienia.

### Polityka demograficzna
Wyróżnia się kilka działań mających na celu ograniczenie wzrostu populacji:
- Poprawa dostępu do antykoncepcji i edukacji seksualnej[44]
- Zmniejszenie liczby zgonów niemowląt, aby rodzice, wiedząc, że przynajmniej część ich potomstwa osiągnie wiek dorosły, decydowali się na mniejszą liczbę dzieci
- Poprawa pozycji społecznej kobiet w celu umożliwienia odejścia od tradycyjnego podziału ról płciowych w pracy[45]
- Planowanie rodziny[45]
- Propagowanie modelu małodzietnej rodziny – z jednym lub dwojgiem dzieci
- Promowanie świeckich kultur i społeczeństw, w celu zmniejszania współczynnika dzietności[46].

### Kolonizacja kosmosu
Rozwiązaniem problemu wyczerpywania się zasobów Ziemi może być kolonizacja kosmosu. Chociaż wiele zasobów Ziemi nie jest odnawialnych, kolonie podtrzymujące życie poza planetą mogłyby zaspokoić większość zapotrzebowania planety na zasoby. Wraz z dostępnością surowców pozaziemskich popyt na zasoby ziemskie by spadał.